# اولنا اولفیرنکو
اولنا اولفیرنکو (اوکراینی: Олена Іванівна Олефіренко؛ زادهٔ ۱۱ آوریل ۱۹۷۸) قایقران روئینگ اهل اوکراین است. وی همچنین از قایقرانان روئینگ بازی‌های المپیک تابستانی ۲۰۰۴ و ۲۰۰۸ است که در میان موارد تاییدشده دوپینگ قرار گرفت.